# ماري ألفريد كورنو
ماري ألفريد كورنو (بالفرنسية: Alfred Cornu)‏ (6 آذار (مارس) 1841 - 12 نيسان (أبريل)1902)، فيزيائي فرنسي. يشار إليه أيضاً باسم «ألفريد كورنو».
حلزون أولر هو جهاز رسومي يستخدم لحساب شدة الضوء في موديل أوغستان-جان فرينل الخاص بالحيود قرب المجال، وقد سمي أيضاً باسم كورنو. يستخدم الحلزون أيضاً في الحسابات المتعلقة بهندسة الطرق.